# Комната Джованни
«Комната Джованни» (англ. Giovanni's Room) — роман американского писателя Джеймса Болдуина, впервые опубликованный в 1956 году. Роман повествует о событиях из жизни Дэвида, живущего в Париже американца, который влюбляется в молодого официанта-итальянца Джованни.

## Сюжет
Изложение идёт от первого лица. Дэвид рассказывает свою историю из арендованного коттеджа на юге Франции. Его невеста Хелла возвращается в Штаты, а Джованни приговорён к смертной казни через гильотинирование.
Дэвид вспоминает свой первый подростковый гомосексуальный опыт с другом по имени Джо. После, стесняясь произошедшего, он избегал Джо или относился к нему враждебно и вскоре потерял из виду навсегда.
Не найдя себя в Америке, Дэвид перебрался в Париж. После года жизни в Париже у него закончились деньги, его выселили из номера, и в поисках средств Дэвид звонит знакомому пожилому богатому гомосексуалу Жаку. Дэвид встречается с Жаком в популярном у геев баре, владельца которого зовут Гийом. В баре Гийома Дэвид знакомится с молодым красивым итальянцем Джованни, который работает там официантом. Дэвид, Джованни, Жак и Гийом продолжают вечер в шикарном ресторане, Дэвид остаётся на ночь у Джованни, они занимаются сексом.
Дэвид переезжает жить в комнату, которую снимает Джованни. Через пару месяцев он получает письмо от своей девушки Хеллы, которая уезжала жить в Испанию, а теперь решила вернуться. Дэвид понимает, что скоро расстанется с Джованни. Чтобы доказать себе, что его влечёт к женщинам, Дэвид соблазняет знакомую по имени Сью, но испытывает отвращение к ней и к себе и наутро не хочет её больше видеть. Вернувшись к Джованни, Дэвид узнаёт, что Гийом обвинил того в краже и уволил из бара.
После возвращения Хеллы в Париж Дэвид, не сообщая ничего Джованни, покидает его и воссоединяется с Хеллой. Они случайно сталкиваются с Жаком и Джованни в магазине. Дэвид в последний раз приходит в комнату Джованни и сообщает, что покидает его. Позже он несколько раз случайно встречает Джованни, который, очевидно, опустился до зарабатывания себе на жизнь мужской проституцией для стареющих клиентов наподобие Жака.
Громкой новостью становится убийство Гийома, в котором обвиняют Джованни (газеты оберегают доброе имя Гийома, и мотивом объявляется простое ограбление). Дэвид представляет себе, как Джованни просит у Гийома работу в баре и отдаётся ему, после чего Гийом отказывает в работе, и тогда Джованни убивает того в приступе боли и ярости. Дэвид, охваченный виной, на несколько дней уходит от Хеллы и пускается в загул в портовых барах. Когда Хелла находит его с моряком, то немедленно уезжает в США. Дэвид остаётся один и рисует себе картину казни Джованни.

## История создания
В 1948 году Болдуин на годы переехал во Францию. В 1953 году вышел его первый роман «Иди, вещай с горы», рассказывавший о взрослении чернокожего жителя Гарлема и во многом автобиографичный. Так что когда Болдуин предложил своему издательству Alfred A. Knopf рукопись второго романа, протагонист и все герои которого были белыми, то получил отказ: издатель считал, что Болдуин интересен только чернокожей аудитории и сейчас разрушает свою карьеру. В итоге «Комната Джованни» была опубликована в США издательством Dial Press.

## Темы и мотивы
В интервью 1984 года Болдуин говорил, что «Комната Джованни» «на самом деле не о гомосексуальности. Это средство, которое движет книгу. <...> Это о том, что происходит, когда боишься кого-то полюбить. И это гораздо более интересно, чем тема гомосексуальности». Рецензент цитирует схожую мысль, которую высказывает в самом романе Жак: «от любви не часто умирают. А между тем, скольким она принесла гибель, сколько гибнут каждый час в самых непотребных местах от того, что ее нет».
«Комнату Джованни» рассматривают как роман об идентичности и отчуждении, Дэвид одновременно переживает два кризиса: он пытается подавить свою гомо- или бисексуальность и ощущает себя лишённым дома как в США, так и в Европе. Противоречия, охватывающие Дэвида, например, страстное влечение к Джованни и при этом неоднократно проявляющаяся гомофобия (как по отношению к субкультурному парижскому «дну», так и к собственным чувствам), позволяют Брайану Р. Вашингтону охарактеризовать его как ненадёжного рассказчика. Многие критики отмечали схожесть тем «Комнаты Джованни» и прозы Генри Джеймса, постоянно возвращавшегося к образу американца в Европе, часто — дезориентированного, утратившего спокойствие. Колм Тойбин цитирует Хеллу: «Нет, американцам нельзя ездить в Европу. <...> Побывав здесь, они уже не смогут быть счастливыми, а кому нужен американец, если он несчастлив. Счастье – это все, что у нас есть». По Сьюзен Страйкер, видимый выбор между Америкой, браком и привычной жизнью, с одной стороны, и Европой и любовью, с другой стороны, оборачивается отчуждением от собственных корней героя, того, что его породило; такой же путь эмигранта прошёл сам Болдуин.

## Оценки и значение
«Комната Джованни» была высоко оценена критикой и сейчас считается важной вехой как для гей-литературы, так и для афроамериканской литературы. Грэнвилл Хикс в рецензии для The New York Times сразу после выхода книги писал, что Болдуин рассказывает историю с необыкновенной откровенностью, но в то же время с такими достоинством и глубиной, которые позволяют избежать сенсационализма. Тойбин сравнивает исповедальную манеру повествования с «De Profundis» Оскара Уайльда и находит в романе отрывки, которые «звучат роскошно, бесстрашно, окрашены знанием тёмных сторон жизни и болью» и, по мнению Тойбина, свидетельствуют о том, что Болдуин уже становился величайшим американским прозаиком-стилистом своего поколения.